# Battleground 2: Gettysburg
Battleground Gettysburg är ett turordningsbaserat strategispel som utvecklats av Talonsoft och Empire Interactive 1995. Spelet behandlar slaget vid Gettysburg (1-3 juli 1863). I spelet så flyttar man små pjäser som antingen är infanteri, kavalleri eller artilleri under olika faser av en omgång. Varje omgång består av fyra faser; offensiv eld, melee, defensiv eld och förflyttning. Man ska på detta sätt besegra datorn eller en mänsklig medspelare. Spelet är väldigt lätt och lära sig men om man ska bli duktig i de måste man lära sig alla komplicerade strategier och bemästra terrängen på kartan. 
Spelet består av en mängd olika historiska eller hypotetiska scenarier. Det går att spela hela slaget 1-3 juli, bara någon av dagarna eller bara en liten del av slaget. 
Styrkorna i spelet är motsvarar de som var med i det riktiga slaget. Nästan alla officerare finns också representerade liksom alla namn på olika orter, kullar, skogar och floder som de hette under tiden för slaget. Kartan består av hexagoner (som i spelet kallas hexes), alltså sexhörningar.